# Jan Trembecki
Jan Trembecki herbu Brochwicz III – chorąży malborski w latach 1765–1781, ławnik ziemski tczewski w latach 1748–1765.
Był posłem na sejm elekcyjny 1764 roku z województwa pomorskiego, jako deputat podpisał pacta conventa Stanisława Augusta Poniatowskiego. 
W załączniku do depeszy z 2 października 1767 roku do prezydenta Kolegium Spraw Zagranicznych Imperium Rosyjskiego Nikity Panina, poseł rosyjski Nikołaj Repnin określił go jako posła właściwego dla realizacji rosyjskich planów na sejmie 1767 roku, poseł powiatu sztumskiego na sejm 1767 roku. 